# مصران (روستا)
 مصران  به عربی ( مِصران )، روستایی است در دهستان 
مَحویت در کشور یمن در شبه جزیره عربستان.

## جمعیت
جمعیت آن (۶۵ ) نفر (۶ خانوار) می‌باشد.